# Teoria social
Les teories socials o pensament social són marcs d'evidència empírica per estudiar i interpretar els fenòmens socials. Una eina utilitzada pels científics socials, les teories socials es refereixen als debats històrics sobre les metodologies més vàlides i fiables (per exemple, el positivisme i l'antipositivisme), així com la primacia de ja sia estructura o agència. Certes teories socials intenten romandre estrictament científicques descriptives i objectives. Les teories del conflicte, per contra, presenten aparentment posicions normatives, i amb freqüència critiquen els aspectes ideològics inherents al pensament convencional i el pensament tradicional.
La teoria social proporciona teories generals per explicar les accions i comportament de la societat com un tot, abasta la sociologia, ciència política i les idees filosòfiques. La teoria social clàssica generalment s'ha presentat des d'una perspectiva de la filosofia occidental, i soint es veu com eurocèntrica. La teoria social s'utilitza per fer distincions i generalitzacions entre diferents tipus de societats i per analitzar la modernitat.
Els orígens de la teoria social són difícils de precisar, però els debats amb freqüència es dirigeixen a l'antiga Grècia A partir d'aquests fonaments en la filosofia occidental va sorgir l'edat de la Il·lustració, la teoria del contracte social teoria, el positivisme sociològic i les modernes ciències socials. Avui dia, "Ciències socials" s'utilitza com a terme genèric per referir-se a sociologia, economia, ciència política, jurisprudència, i altres disciplines. La teoria social és interdisciplinària i es basa en les idees de camps tan diversos com l'antropologia i els estudis de mitjans de comunicació La teoria social de caràcter informal, o l'autoria basada fora de la ciència social acadèmica i política, es pot anomenar més aviat com "crítica social" o "comentari social". De la mateixa manera, la "crítica cultural" pot estar associada tant amb els formals estudis culturals i la crítica literària així com altres formes no-acadèmiques o periodístiques de l'escriptura.
La teoria social, com a disciplina diferenciada, emergí en el segle XX i és en gran part equiparada amb una actitud de pensament crític basada en la racionalitat, la lògica i l'objectivitat i el desig de coneixement amb mètodes de descobriment a posteriori,més que no pas els mètodes de tradició a priori.